# Anisozyga plena
Anisozyga plena är en fjärilsart som beskrevs av James John Joicey och Talbot 1917. Anisozyga plena ingår i släktet Anisozyga och familjen mätare. Inga underarter finns listade i Catalogue of Life.